# Ally Dawson
Ally Dawson, diminutivo di Alistair John Dawson (Johnstone, 25 febbraio 1958 – Johnstone, 26 luglio 2021) è stato un allenatore di calcio e calciatore scozzese, di ruolo difensore.

## Carriera

### Giocatore

#### Club
Tra il 1975 ed il 1987 ha giocato nella prima divisione scozzese con i Rangers, con cui ha segnato in totale 6 reti in 218 partite di campionato ed ha conquistato un totale di 14 trofei nazionali (tra campionati, coppe nazionali e coppe di Lega); durante la sua militanza con il club ha anche giocato con regolarità nelle coppe europee: in particolare, ha giocato 3 partite in Coppa dei Campioni, 11 partite (con anche un gol segnato) in Coppa delle Coppe e 9 partite in Coppa UEFA, per un totale quindi di 23 presenze ed una rete nelle competizioni UEFA per club.
In seguito tra il 1987 ed il 1990 ha giocato nella seconda divisione inglese con il Blackburn, per un totale di 40 presenze; ha poi giocato per brevi periodi anche nella prima divisione irlandese con il Limerick, nella seconda divisione scozzese con gli Airdrieonians e nella prima divisione maltese con St. Andrews (di cui è anche stato allenatore) e Dingli Swallows, per poi ritirarsi nel 1995, all'età di 37 anni.

#### Nazionale
Nel 1980 ha giocato 3 partite con la nazionale scozzese Under-21, 2 delle quali in incontri di qualificazione ai campionati Europei di categoria. Tra il 1980 ed il 1983 ha giocato complessivamente 5 partite con la nazionale scozzese, tutte in incontri amichevoli.

### Allenatore
Dopo la già citata esperienza nella prima divisione maltese, tra il 1999 ed il 2002 ha allenato l'Hamilton Academical, con cui nella stagione 2000-2001 ha anche vinto la quarta divisione scozzese. Nella stagione 2002-2003 è stato vice allenatore dello Stranraer

## Palmarès

### Giocatore

#### Competizioni nazionali
- Campionato scozzese: 3

Rangers: 1975-1976, 1977-1978, 1986-1987
- Coppa di Scozia: 4

Rangers: 1975-1976, 1977-1978, 1978-1979, 1980-1981
- Coppa di Lega scozzese: 7

Rangers: 1975-1976, 1977-1978, 1978-1979, 1981-1982, 1983-1984, 1984-1985, 1986-1987

### Allenatore

#### Competizioni nazionali
- Scottish Third Division: 1

Hamilton Academical: 2000-2001